# Albino Alligator
Pour plus de détails, voir Fiche technique et Distribution.
Albino Alligator est un film franco-américain réalisé par Kevin Spacey sorti en 1996.

## Synopsis
À la Nouvelle-Orléans, après un braquage qui a mal tourné, Dova, son frère Milo et leur compère Law se retrouvent pris en chasse par une voiture de la police. Milo est blessé pendant la course-poursuite. Le trio trouve refuge au bar Dino's Last Chance Bar, bar construit durant la Prohibition, afin de soigner Milo. Quelques minutes plus tard, Dova et Law sont contraints de prendre en otage le propriétaire, Janet la barmaid et son fils Danny, ainsi que les deux clients présents sur les lieux, après que des agents fédéraux et des policiers se sont postés à l'entrée du bar, croyant avoir affaire à Guy Foucard, un dangereux trafiquant d'armes qui vient de leur échapper. Law, légèrement psychopathe, profite du coma de Milo et de l'absence brève de son frère pour le frapper violemment.
Guy Foucard est en réalité dans le bar et se fait passer pour un client de passage et propose aux malfrats de libérer les otages et de sortir du bar à leur place. Mais au cours de la prise d'otages, les trois hommes se querellent, Milo ne voulant aucune effusion de sang, alors que Dova et Law sont prêts à exécuter les otages pour s'en sortir. La tension s'accentue lorsqu'ils découvrent au journal télévisée la véritable identité de Guy et que Milo préfère se suicider en se taillant les veines avec un couteau. L'agent Browning, négociateur de la prise d'otages, envoie ses hommes donner l'assaut et libérer les otages. Au cours de cet assaut, Guy et Law sont tués par la police. Auparavant, Janet, poussée par Dova à lui prouver son envie de survivre, a tué Jack, le second client.
Janet et Danny sont libérés, tandis que Dova, seul rescapé du trio, fait semblant d'être un otage et passe pour un héros aux yeux des journalistes.

## Fiche technique
- Réalisation : Kevin Spacey
- Scénario : Christian Forte
- Musique : Michael Brook
- Photographie : Mark Plummer
- Montage : Jay Cassidy
- Production : Barbara A. Hall, Bradley Jenkel, Brad Krevoy, Steven Stabler pour Albino Alligator Productions, Miramax Films, Motion Picture Corporation of America (MPCA), UGC
- Durée : 97 min
- Pays :  États-Unis,  France
- Langue : anglais
- Format : couleur – 35 mm – 2,35:1 — son Dolby Digital
- Classification : USA : R (violence et langage)
- Dates de sortie : 
  - Canada :  9 septembre 1996 (Festival international du film de Toronto)
  - États-Unis : 17 janvier 1997
  - France : 30 juillet 1997

## Distribution
- Matt Dillon (V.F. : Serge Faliu) : Dova
- Faye Dunaway (V.F. : Ginette Pigeon) : Janet Boudreaux
- Gary Sinise (V.F. : Hervé Bellon) : Milo
- William Fichtner (V.F. : Patrick Laplace) : Law
- Viggo Mortensen (V.F. : Eric Legrand) : Guy Foucard
- Joe Mantegna (V.F. : Philippe Peythieu) : Agent G.D. Browning
- John Spencer : Jack
- Skeet Ulrich (V.F. : Vincent Barazzoni) : Danny Boudreaux
- Frankie Faison : l'agent Marv Rose
- Melinda McGraw (V.F. : Véronique Augereau) : Jenny Ferguson
- M. Emmet Walsh (V.F. : Pierre Baton) : Dino

## Autour du film
Un albino alligator est une tactique de billard consistant a sacrifier plusieurs boules afin de déstabiliser l'adversaire et de lui imposer son jeu.